# Alexandre Deleyre
Alexandre Deleyre (Portets, 5 gennaio 1726 – Parigi, 10 marzo 1797) è stato uno scrittore francese.

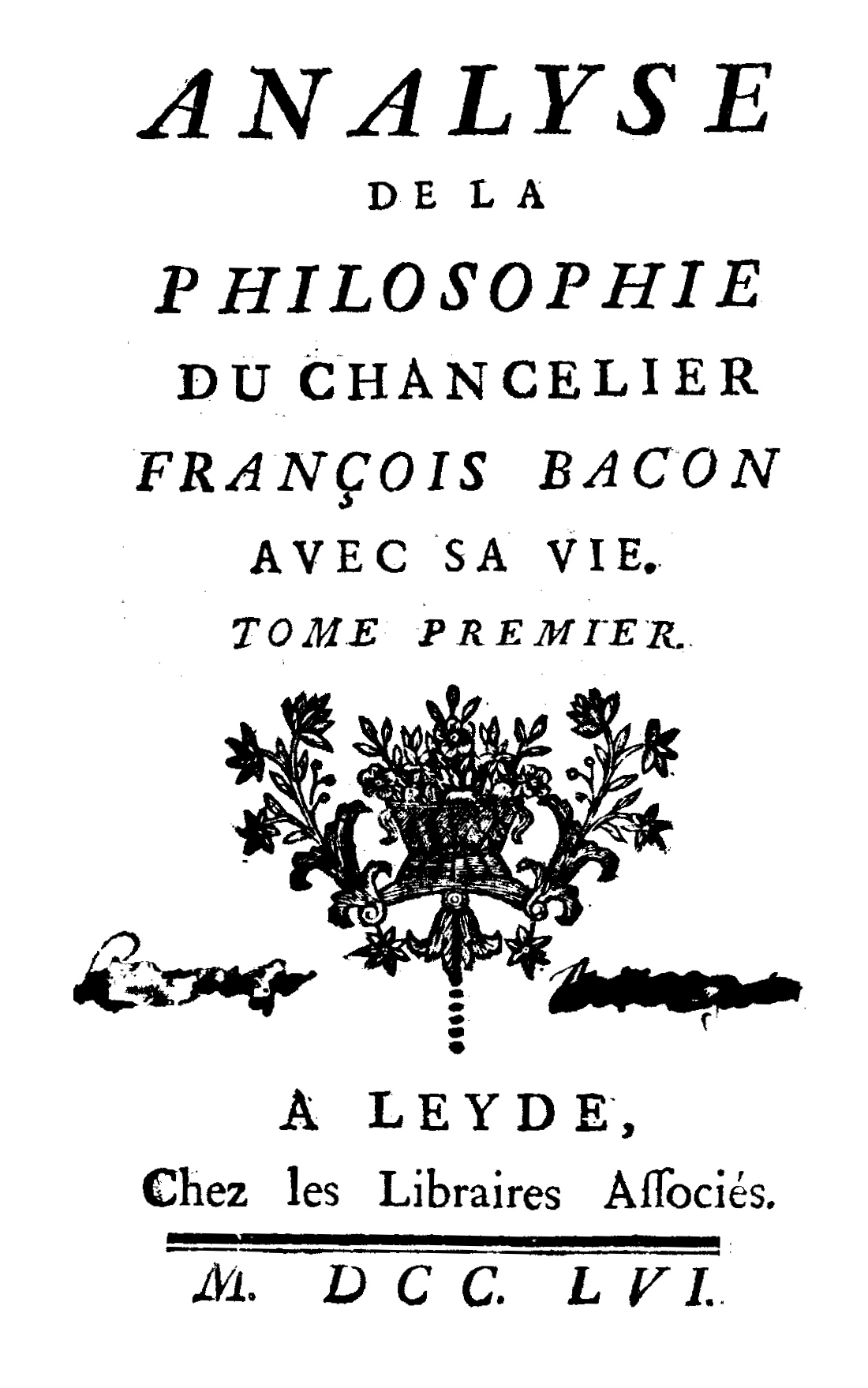
Analyse de la philosophie du chancelier François Bacon, vol. 1, 1756

Studiò presso i gesuiti e poi, divenuto ateo, si unì ai filosofi dell'illuminismo. Protetto da Louis-Jules Mancini-Mazarini, diventò bibliotecario del duca di Parma.
Durante la rivoluzione francese fu deputato della Gironda alla Convenzione nazionale, ove si interessò dell'istruzione nazionale.

## Opere
- (FR) Alexandre Deleyre, Analyse de la philosophie du chancelier François Bacon, vol. 1, Libraires associés Leiden, 1756.

- (FR) Alexandre Deleyre, Analyse de la philosophie du chancelier François Bacon, vol. 2, Libraires associés Leiden, 1756.